# Natação no Campeonato Mundial de Esportes Aquáticos de 2024 - 4x200 m livre feminino

A prova do revezamento 4x200 m livre feminino da natação no Campeonato Mundial de Esportes Aquáticos de 2024 foi realizada no dia 15 de fevereiro de 2024 em Doha, no Catar.

## Formato da competição
A competição consiste em duas rodadas: eliminatórias e final. As equipes com os 8 melhores tempos nas eliminatórias avançam a final. Desempates (swim-offs) são utilizados conforme necessário para quebrar os empates de avanço a próxima rodada.

## Cronograma
Todos os horários estão na hora local (UTC+3).
| Data            | Hora  | Evento        |
| --------------- | ----- | ------------- |
| 15 de fevereiro | 10:44 | Eliminatórias |
| 15 de fevereiro | 20:45 | Final         |

## Recordes
Antes desta competição, os recordes mundiais e do campeonato nesta prova eram os seguintes:
| Tipo                  | Atleta    | Tempo     | Local   | Data                |
| --------------------- | --------- | --------- | ------- | ------------------- |
|                       | Austrália | 7m 37s 50 | Fukuoka | 27 de julho de 2023 |
| Recorde do campeonato | Austrália | 7m 37s 50 | Fukuoka | 27 de julho de 2023 |

## Medalhistas
| Ouro                                                                   | Prata                                                               | Bronze                                                                                       |
| China · Ai Yanhan · Gong Zhenqi · Li Bingjie · Yang Peiqi · Ma Yonghui | Grã-Bretanha · Freya Colbert · Abbie Wood · Lucy Hope · Medi Harris | Austrália · Brianna Throssell · Shayna Jack · Abbey Harkin · Kiah Melverton · Jaclyn Barclay |

## Resultados

### Eliminatórias
Esses foram os resultados das eliminatórias. A prova foi realizada no dia 15 de fevereiro com início às 10:44.
| Pos. | Bateria | Raia | Nacionalidade  | Nadadoras | Tempo   | Notas            |
| ---- | ------- | ---- | -------------- | --- | ------- | ---------------- |
| 1    | 2       | 5    | China          | Yang Peiqi (1:57.57) Ma Yonghui (1:59.18) Gong Zhenqi (1:59.01) Li Bingjie (1:58.62)                                 | 7:54.38 | Q                |
| 2    | 1       | 2    | Nova Zelândia  | Eve Thomas (1:59.07) Erika Fairweather (1:56.16) Summer Osborne (2:02.11) Laticia Transom (1:57.63)                  | 7:54.97 | Q                |
| 3    | 2       | 3    | Canadá         | Emma O'Croinin (1:59.08) Sienna Angove (1:58.26) Katerine Savard (1:59.60) Ella Jansen (1:59.13)                     | 7:56.07 | Q                |
| 4    | 1       | 6    | Brasil         | Stephanie Balduccini (1:59.90) Gabrielle Roncatto (1:59.00) Aline Rodrigues (1:59.50) Maria Fernanda Costa (1:58.72) | 7:57.12 | Q                |
| 5    | 2       | 6    | Hungria        | Lilla Ábrahám (2:00.08) Dóra Molnár (1:59.78) Ajna Késely (1:59.70) Nikolett Pádár (1:57.90)                         | 7:57.46 | Q                |
| 6    | 1       | 5    | Grã-Bretanha   | Freya Colbert (1:59.89) Abbie Wood (1:58.40) Lucy Hope (2:00.37) Medi Harris (1:59.52)                               | 7:58.18 | Q                |
| 7    | 2       | 4    | Austrália      | Kiah Melverton (1:59.54) Abbey Harkin (1:59.97) Jaclyn Barclay (2:01.95) Brianna Throssell (1:56.73)                 | 7:58.19 | Q                |
| 8    | 1       | 3    | Países Baixos  | Imani de Jong (2:00.58) Yara van Kalmthout (2:01.75) Silke Holkenborg (2:01.32) Marrit Steenbergen (1:54.98)         | 7:58.63 | Q                |
| 9    | 2       | 2    | França         | Lucile Tessariol (1:59.22) Assia Touati (2:00.03) Océane Carnez (1:59.66) Giulia Rossi-Bene (2:00.36)                | 7:59.27 |                  |
| 10   | 1       | 7    | Itália         | Sofia Morini (1:59.33) Giulia Ramatelli (2:00.30) Emma Menicci (2:00.65) Giulia D'Innocenzo (1:59.91)                | 8:00.19 |                  |
| 11   | 1       | 4    | Estados Unidos | Addison Sauickie (1:59.39) Kayla Han (1:59.79) Kate Hurst (2:00.38) Rachel Klinker (2:02.41)                         | 8:01.97 |                  |
| 12   | 1       | 8    | Turquia        | Ela Naz Özdemir (2:00.52) Gizem Güvenç (2:01.04) Merve Tuncel (2:02.26) Ecem Dönmez (2:01.39)                        | 8:05.21 |                  |
| 13   | 1       | 1    | Áustria        | Iris Julia Berger (2:00.64) Marlene Kahler (2:01.51) Lena Opatril (2:02.97) Lena Kreundl (2:00.88)                   | 8:06.00 |                  |
| 14   | 2       | 7    | Coreia do Sul  | Han Da-kyung (2:02.01) Hur Yeon-kyung (2:00.08) Kim Seo-yeong (1:59.42) Park Su-jin (2:04.89)                        | 8:06.40 |                  |
| 15   | 2       | 8    | Bélgica        | Valentine Dumont (1:58.43) Camille Henveaux (2:01.32) Lucie Hanquet (2:04.03) Lotte Vanhauwaert (2:02.78)            | 8:06.56 |                  |
| 16   | 2       | 9    | Eslovênia      | Janja Šegel (1:59.30) Katja Fain (2:02.49) Neža Klančar (2:03.75) Hana Sekuti (2:03.78)                              | 8:09.32 |                  |
| 17   | 1       | 0    | Grécia         | Artemis Vasilaki (2:02.50) Zacharoula Kalogeri (2:02.74) Maria Zafeiratou (2:04.04) Anastasia Boutou (2:04.31)       | 8:13.59 | Recorde nacional |
| 18   | 2       | 1    | Hong Kong      | Gilaine Ma (2:06.52) Li Sum Yiu (2:12.82) Nip Tsz Yin (2:10.66) Mok Sze Ki (2:07.41)                                 | 8:37.41 |                  |
|      | 2       | 0    | Filipinas      | | DNS     |                  |

### Final
A final foi realizada em 15 de fevereiro às 20:45.
| Pos.              | Raia | Nacionalidade | Nadadoras | Tempo   | Notas                 |
| ----------------- | ---- | ------------- | --- | ------- | --------------------- |
| Medalha de ouro   | 4    | China         | Ai Yanhan (1:57.65) Gong Zhenqi (1:58.84) Li Bingjie (1:54.59) Yang Peiqi (1:56.18)                                  | 7:47.26 |                       |
| Medalha de prata  | 7    | Grã-Bretanha  | Freya Colbert (1:57.14) Abbie Wood (1:56.65) Lucy Hope (1:58.71) Medi Harris (1:58.40)                               | 7:50.90 |                       |
| Medalha de bronze | 1    | Austrália     | Brianna Throssell (1:56.87) Shayna Jack (1:57.61) Abbey Harkin (1:58.92) Kiah Melverton (1:58.01)                    | 7:51.41 |                       |
| 4                 | 6    | Brasil        | Maria Fernanda Costa (1:57.30) Stephanie Balduccini (1:57.64) Aline Rodrigues (1:59.73) Gabrielle Roncatto (1:58.04) | 7:52.71 | Recorde sul-americano |
| 5                 | 5    | Nova Zelândia | Erika Fairweather (1:56.37) Laticia Transom (1:58.41) Eve Thomas (1:58.65) Caitlin Deans (1:59.59)                   | 7:53.02 |                       |
| 6                 | 3    | Canadá        | Rebecca Smith (1:58.70) Emma O'Croinin (1:58.83) Sienna Angove (1:58.59) Taylor Ruck (1:59.59)                       | 7:55.71 |                       |
| 7                 | 8    | Países Baixos | Imani de Jong (2:00.56) Silke Holkenborg (2:00.95) Marrit Steenbergen (1:54.89) Janna van Kooten (1:59.44)           | 7:55.84 |                       |
| 8                 | 2    | Hungria       | Nikolett Pádár (1:57.06) Lilla Ábrahám (2:00.51) Dóra Molnár (1:59.21) Ajna Késely (1:59.80)                         | 7:56.58 |                       |

Legenda
| Recorde mundial       | Recorde mundial (World record)               |                       | Recorde africano                      | Recorde africano (African) |                                           | Q | Classificado por posição (Qualified) |
| Recorde do campeonato | Recorde do campeonato (Championship record)  | Recorde da América    | Recorde da América (Americas)         | q                          | Classificado por melhor tempo (Qualified) |   |                                      |
| Melhor marca do ano   | Melhor marca do ano (World leading)          | Recorde asiático      | Recorde asiático (Asian)              | DNS                        | Não largou (Did not start)                |   |                                      |
| Recorde nacional      | Recorde nacional (National record)           | Recorde europeu       | Recorde europeu (European)            | DNF                        | Não terminou (Did not finish)             |   |                                      |
| Recorde pessoal       | Recorde pessoal do atleta (Personal best)    | Recorde da Oceania    | Recorde da Oceania (Oceania)          | DSQ / DQ                   | Desclassificado (Disqualified)            |   |                                      |
| Recorde da temporada  | Recorde da temporada do atleta (Season best) | Recorde sul-americano | Recorde sul-americano (South America) | NM                         | Sem marca (No mark)                       |   |                                      |